# Palais Rose

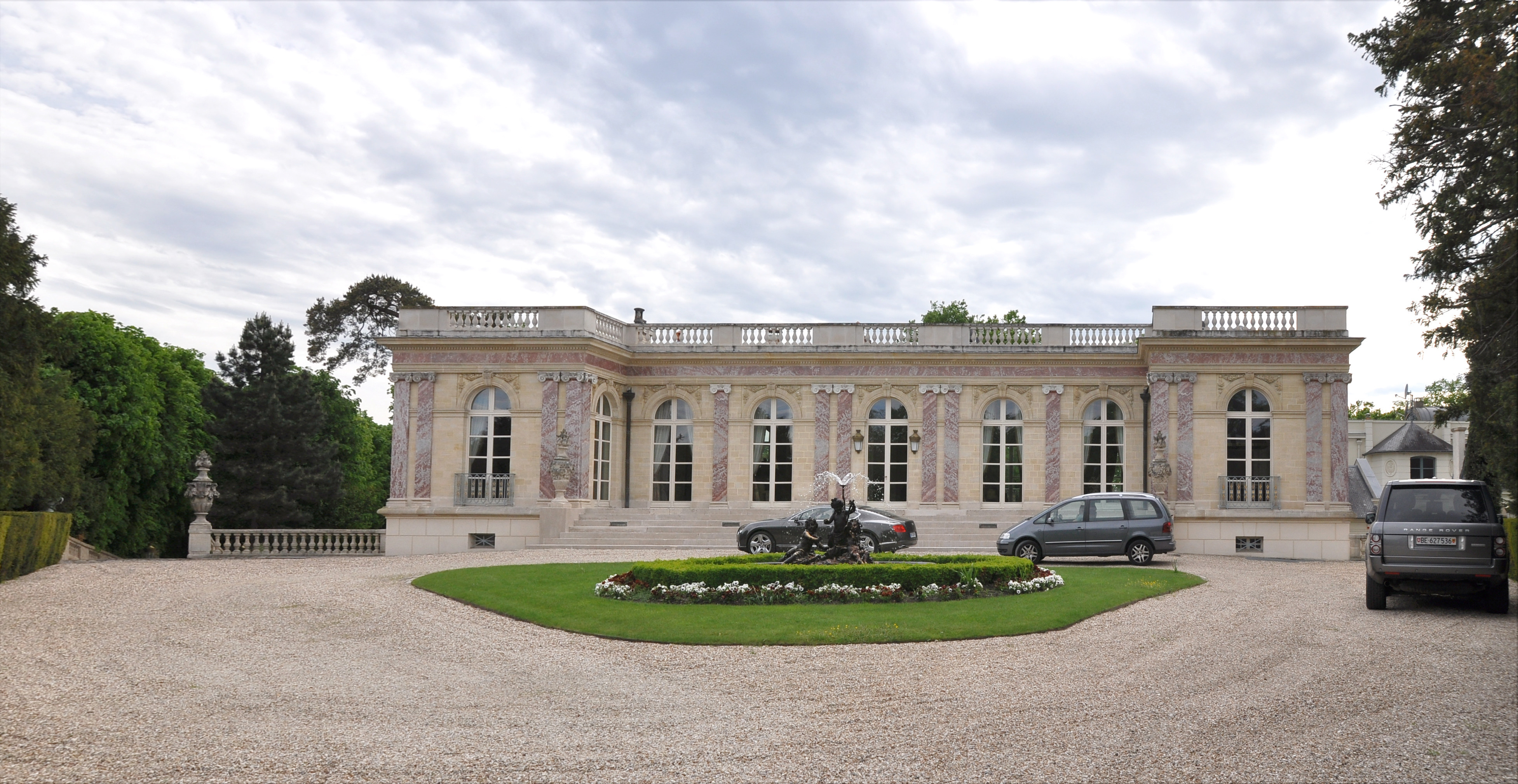
Palais Rose in Le Vésinet

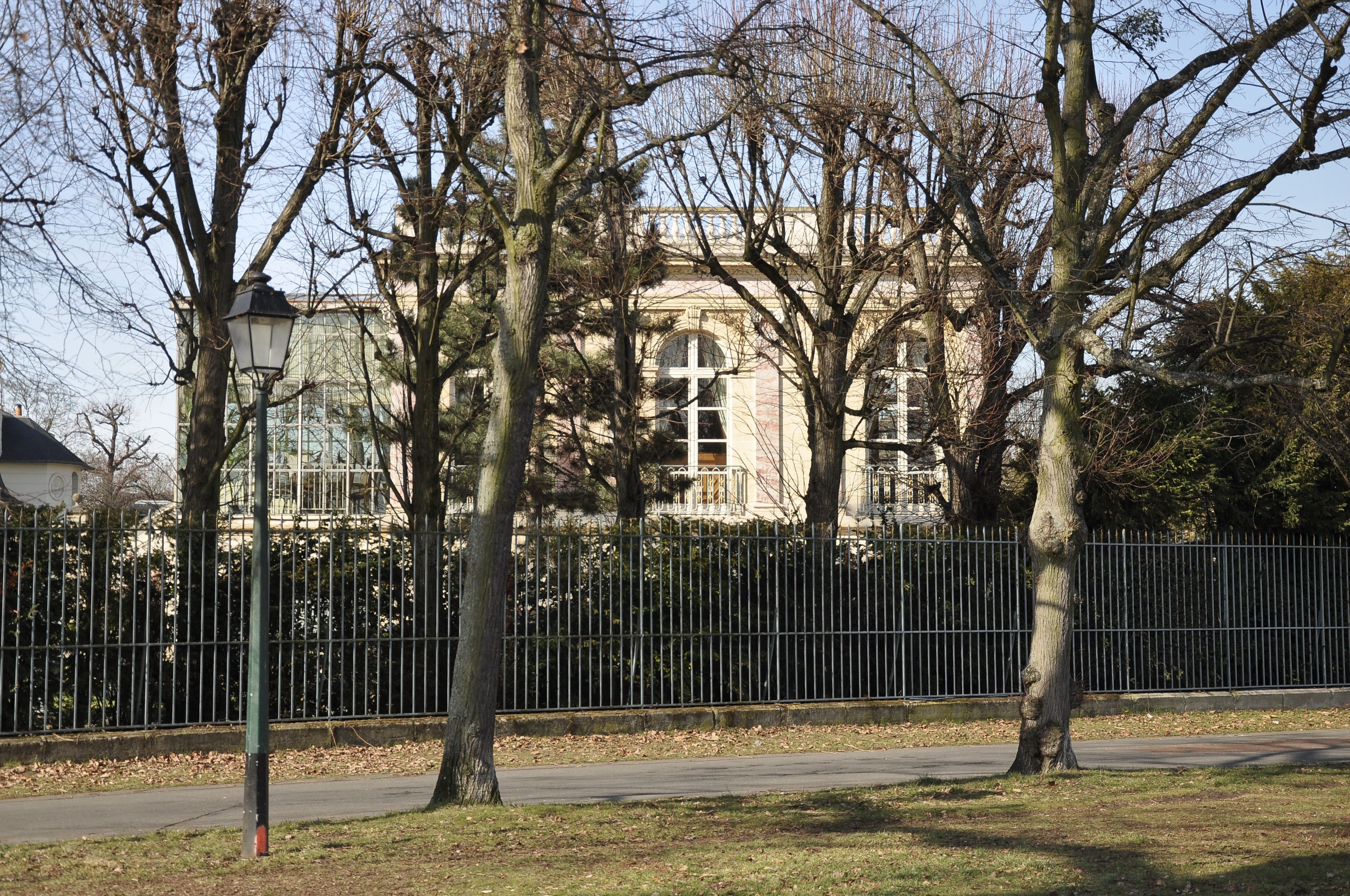
Parkseite mit Wintergarten

Das Palais Rose in Le Vésinet, einer französischen Gemeinde im Département Yvelines der Region Île-de-France, wurde 1899 für die Familie Arthur Schweitzer errichtet. Die Villa an der Rue Diderot Nr. 14 ist seit 1986 als Monument historique geschützt.
Die erdgeschossige Villa aus Kalksteinmauerwerk und Marmor wurde im Stil des Grand Trianon im Park des Schlosses von Versailles errichtet. Im Jahr 1908 kaufte der Schriftsteller Robert de Montesquiou (1855–1921) das Palais Rose. Er ließ ein Nebengebäude für seine umfangreiche Bibliothek errichten. Nach dem Tod von Robert de Montesquiou verkauften seine Erben Teile des Grundstücks, auf denen Wohnhäuser errichtet wurden. 
Der Park, ein Brunnen und die Nebengebäude sind ebenfalls denkmalgeschützt.